# 6-й отдельный гвардейский разведывательный артиллерийский дивизион
«6-й отдельный гвардейский разведывательный артиллерийский дивизион» —
6-й отдельный гвардейский разведывательный артиллерийский  ордена Красной Звезды дивизион Резерва Главного Командования — воинское формирование Вооружённых Сил СССР, принимавшее участие в Великой Отечественной войне.
Сокращённое наименование — 6-й огв.радн РГК.

## История
Преобразован 18 ноября 1942 года из 825-го отдельного разведывательного артиллерийского дивизиона 5-й армии Западного фронта.
В действующей армии с 18.11.1942 по 11.09.1943 и с 8.03.1945 по 11.5.1945.
В ходе Великой Отечественной войны вёл артиллерийскую разведку в интересах артиллерии соединений Западного,Брянского и 2-го Украинского фронтов.

## Состав
до августа 1943 года
- Штаб
- Хозяйственная часть
- батарея оптической разведки  (БОР)
- батарея звуковой разведки (БЗР)
- батарея топогеодезической разведки (БТР)
- артиллерийский метеорологический взвод (АМВ)
- фотограмметрический взвод (ФГВ)
- хозяйственный взвод

с августа 1943 года
- Штаб
- Хозяйственная часть
- 1-я батарея звуковой разведки (1-я БЗР)
- 2-я батарея звуковой разведки (2-я БЗР)
- батарея топогеодезической разведки (БТР)
- взвод оптической разведки (ВЗОР)
- фотограмметрический взвод (ФГВ)
- хозяйственный взвод

## Подчинение
| Дата              | Фронт                | Армия                  | Корпус  | Дивизия | Бригада | Примечания |
| ----------------- | -------------------- | ---------------------- | ------- | ------- | ------- | ---------- |
| 18.11.42−6.7.43г. | Западный фронт       | 11-я гвардейская армия | -       | -       | -       | -          |
| 6.17.43−18.8.43г  | Западный фронт       | 11-я гвардейская армия | 8-й акп | -       | -       | -          |
| 1.9-1.10.43г.     | Брянский фронт       | -                      | 8-й акп | -       | -       | -          |
| 11.9.43-8.3.45г   | Резерв Ставки ВГК    | -                      | -       | -       | -       | -          |
| 8.3-15.4.45г      | 2-й Украинский фронт | 46-я армия             | 9-й акп | -       | -       | -          |
| 16.4.-11.5.45г    | 2-й Украинский фронт | -                      | 9-й акп | -       | -       | -          |

## Командование дивизиона
Командир дивизиона
- гв. майор Савин О. Е.
- гв. майор, гв. подполковник Морозов Борис Михайлович

Начальник штаба дивизиона
- гв. капитан Птицын Кирилл Константинович

Заместитель командира дивизиона по политической части
- гв. майор Соколов Илья Парфёнович

Помощник начальника штаба дивизиона
- гв. ст. лейтенант Кочеровский Бениамин Ефимович

Помощник командира дивизиона по снабжению
- гв. майор Маслов Алексей Васильевич

## Командиры подразделений дивизиона
Командир БОР (до августа 1943 года)
- гв. ст. лейтенант Птицын Кирилл Константинович

Командир 1-й БЗР
- гв. капитан Логинов Иван Егорович

Командир 2-й БЗР
- гв. капитан  Микитась Павел Кириллович

Командир БТР
- гв. капитан Кочергин Михаил Евдокимович

Командир ВЗОР
- гв. лейтенант Гусев Иван Иванович

Командир ФГВ
- гв. ст. лейтенант Сергиенко Иван Иванович

## Награды и почётные наименования
| Награды и наименования        | дата          | за что получена |
| ----------------------------- | ------------- | --- |
| Почётное звание «Гвардейский» | 18.11.42 г.   | присвоено приказом Народного комиссара обороны СССР № 365 от 18 ноября 1942 года За проявленную отвагу в боях за Отечество с немецкими захватчиками, за стойкость, мужество, дисциплину и организованность, за героизм личного состава      |
| Орден Красной Звезды          | 17.05.1945 г. | награжден указом Президиума Верховного Совета СССР за образцовое выполнение боевых заданий командования в боях с немецкими захватчиками при овладении городами Малацки, Брук, Прьевидза, Бановце и проявленные при этом доблесть и мужество |